# Alcolea de Tajo
Alcolea de Tajo è un comune spagnolo di 830 abitanti situato nella comunità autonoma di Castiglia-La Mancia.
Sul suo territorio c'è traccia della presenza dei Vettoni (popolo preromano) e in seguito è stata un dominio romano e poi musulmano.